# Obrazilo
Obrazilo, afiks ali pona je morfem (ali morfemska zveza), s katerim delamo novo besedo, npr.:
- -ica v mizica
- pre- v prelep
- -o- v živinozdravnik
- -o- v dobrosrčen
- -ø v skok-ø

Del besede, iz katere z obrazilom tvorimo novo besedo, imenujemo podstava (npr. mizica: podstava = miz-, obrazilo = -ica). Na stiku med podstavo in obrazilom pogosto prihaja do glasovnih premen (knjiga – knjižica).
Obrazila so različna: večinoma so glasovna (npr. -ko, -in, -ka), lahko so tudi ničta (-ø v besedi govor); glasovna so nenaglašena ali naglašena (-ko, -in proti -ost, -o-), nahajajo se za podstavo (sin-ko), pred podstavo (pre-mlad), sredi nje (drev-o-red), lahko pa so tudi prosta (npr. se v napiti se).

## Vrste obrazil
Jože Toporišič v Slovenski slovnici označi obrazila kot enodelna ali večdelna: enodelna sestojijo iz ene nepretrgane enote, večdelna pa iz dveh ali več. Enodelna so npr. -ko, -in, -ø, pre-, -o- (sinko, materin, govor, drevored, premlad), dvodelna pa npr. na-, se; -o-, -en; -o-, -nik; -o-, -o- (napiti se, staromoden, dvojambornik, starocerkvenoslovanski). Pri tem je pomembno upoštevati tudi naglas (sinko – sin proti govoriti – govor).
Posamezni tipi obrazil imajo svoja imena:
- pripone ali sufiksi: obrazila, ki so za podstavo,
- predpone ali prefiksi: obrazila, ki so pred podstavo,
- medpone ali interfiksi (tudi vezni samoglasniki): obrazila, ki ne stojijo ne na začetku in ne na koncu,
- prosta obrazila pa so prosti morfemi: primer: napiti se.[3]

Nekatera obrazila se podstavi dodajajo, ne da bi jo spremenila, druga pa podstavo občutno spreminjajo ne le v naglasu, ampak tudi v glasovju (primer: mlad – mladič, veverica – veverička, bogat – bogastvo).
Poleg priponskih obrazil se v nekaterih primerih besedotvorno uporabljajo tudi sklonila; primer: Jož/-a/-e (žensko ime) proti Jož/e- ø /et-a (moško ime) ali Mihael/-a proti Mihael/ ø. 
Ada Vidovič Muha v delu Slovensko skladenjsko besedotvorje pravi, da je glede na morfemsko sestavo obrazilo lahko eno-ali večmorfemsko, slednje ločimo zopet glede na predvidljivost razvrstitve obrazilnih morfemov na dvo- in več kot dvomorfemska. 
• Enomorfemska obrazila so tako po izvoru kot razvrstitvi (distribuciji) treh tipov – priponska, če se razvrščajo desno od BPo, predponska, če se razvrščajo levo, in medponska, če se razvrščajo znotraj BPo; slednja razvrstitev je pogojena z najmanj dvokorenskostjo BPo.
• Dvomorfemska obrazila so glede na razvrstitev svojih sestavnih morfemov dveh tipov: predponsko-priponska obrazila (pod-nož-je, v-član-i-ti, ob-kol-i-ti, pod-streš-je, za-peč-ek, Za-gor-je) in medponsko-priponska obrazila (bacil-o-nos-ec, cestn-o-promet-ni, čas-o-pis-0, dolg-o-las-0, dobr-o-srč-en)
Medponsko obrazilo je lahko več kot dvomorfemsko, najmanj pa enomorfemsko, ko gre za priredne zloženke; lahko gre torej za enomorfemsko medponsko obrazilo ali za obrazila, sestavljena iz več medpon; po izvoru so tovrstna obrazila slovničnopomenska iz prirednega veznika {in}; tvorjenke so priredne zloženke (Zprir), npr. bel-o--modr-o--rdeč.)
Glede besedotvorne podstave velja pravilo, da mora biti njen korenski morfem (ali več korenskih morfemov) tudi v (predmetnopomenski) besedi skladenjske podstave; pri višjestopenjskih tvorjenkah je besedotvorna podstava sestavljena tudi iz obrazilnih morfemov nižje tvorbene stopnje. Pri medponskih obrazilnih morfemih je besedotvorna podstava dvo- ali večdelna.

## Variante obrazil
Jože Toporišič pravi, da imajo nekatera obrazila več variant, kar je odvisno od različni pogojev. Tako se obrazilo -ǝc/-c- kot ga imamo v besedi starec starca, za zlogom s polglasnikom poenostavi v -c- (vetrc vetrca), za dvema soglasnikoma pa v - ǝc- (jezdec jezdeca). Podobno je z -ǝn/-n-: miren mirnega proti smiseln smiselnega proti dajatven dajatvena (v dajatven se govori tudi e). 
Veliko obrazil je sinonimnih, tj, imajo različno glasovno podobo, pa enak pomen: lip i ca – klopca. Obrazilo -ica se dodaja predvsem podstavam iz samostalnikov 1- ž. sklanjatve, -ca pa podstavam 2. ž. sklanjatve: podobno -ov dodajamo samostalnikom moškega, -in pa ženskega spola, če hočemo izraziti svojino: bratov, sestrin. Včasih jih izbiramo glede na to, ali hočemo napraviti samostalnik moškega, ženskega ali srednjega spola (brat-ec – sestr ica – det ece, fant ek – pun čka – klob ko/klobčič) ali pa delamo poimenovanje osebe ali predmeta (hladil ec – hladil nik). 

## Izbira obrazila
Z izbiro obrazila je določena besedotvorna vrsta:
- desno obrazilo (pripona)/priponsko obrazilo pomeni izpeljavo (npr. pripona -ec v pis-ec → pisec)
- levo obrazilo (predpona)/predponsko obrazilo pomeni sestavo (npr. predpona pred- v pred-naročiti → prednaročiti)
- vmesno obrazilo (medpona)/medponsko obrazilo, lahko ob priponi, pomeni zlaganje (npr. medpona -o- in pripona -ø v knjig-o-vez-ø → knjigovez)
- sklopno obrazilo (strnitev) pomeni sklapljanje (na to → nato)